# Fantastische Reiche
Fantastische Reiche (englischer Originaltitel: Fantasy Realms) ist ein Kartenspiel von Bruce Glassco. Es wurde 2017 bei dem amerikanischen Verlag WizKids veröffentlicht und ist in den Folgejahren international in verschiedenen Sprachversionen erschienen. 2020 zu den Spieletagen Essen erschien es in einer deutschsprachigen Version bei Strohmann Games. Das Spiel ist für zwei bis sechs Spieler ab 14 Jahren konzipiert und dauert pro Runde etwa 20 Minuten. Es wurde 2021 für das Kennerspiel des Jahres der Jury zum Spiel des Jahres nominiert.

## Thema und Ausstattung
Fantastische Reiche ist ein Kartenspiel, das zumeist über mehrere Runden gespielt wird. Die Spielenden versuchen, durch den geschickten Aufbau einer kombinationsstarken 7er-Kartenhand eine möglichst hohe Punktesumme zu bekommen. Diese ergibt sich durch die vorhandenen Karten und die Effekte, die diese aufeinander haben. Der Spieler mit den meisten Punkten am Spielende gewinnt das Spiel. Das Spielmaterial besteht aus 53 Spielkarten in zehn Kartenfarben, einem Wertungsblock und einem Regelheft.

## Spielweise
Vor dem Spiel werden die 53 Karten gemischt. Im Spiel mit drei oder mehr Spielern bekommt jeder Spieler sieben Handkarten, der Rest wird als verdeckter Nachziehstapel in der Tischmitte platziert; bei zwei Spielern starten beide ohne Handkarten.
Beginnend mit einem Startspieler spielen die Mitspieler reihum im Uhrzeigersinn. In jedem Zug kann der jeweils aktive Spieler eine Karte vom verdeckten Handkartenstapel oder aus der sich bildenden offenen Ablage auf die Hand nehmen. Danach legt er eine seiner Handkarten offen in die Ablage. Beim Sonderfall mit nur zwei Spielern sammeln die Spieler erst nach und nach sieben Handkarten und spielen erst dann jeweils eine Karte ab. Auf diese Weise optimieren die Spieler in jeder Runde ihre Kartenhand und versuchen, dabei möglichst viele Sonderpunkte aufzubauen. Dabei hat jede Karte einen Basiswert zwischen 0 und 40, der in Kombination mit anderen Karten durch Boni oder Strafen beeinflusst wird.
Das Spiel endet sofort, sobald sich zehn offene Karten im Ablagebereich befinden (bei nur zwei Spielern zwölf). Die Spieler werten nun jede einzelne Karte ihrer Kartenhand aus und notieren die Ergebnisse auf den Wertungsblock. Der Spieler mit den meisten Punkten gewinnt das Spiel, bei einem Gleichstand gewinnt der Spieler mit der geringsten Summe der Basiswerte der Karten.
Sowohl beim Kennenlernen des Spiels als auch beim Abrechnen erweist sich das Spiel als anspruchsvoll. Bonuspunkte, Strafen, Blockaden und die drei Joker verändern Kartenwerte in allen Bereichen. Die kostenlose App von Wizkids ist bedauerlicherweise nicht zuverlässig in der Berechnung. Der nicht geringe Glücksfaktor verhindert ein strategisches Kalkül und erzwingt taktische Flexibilität. Man braucht ein paar Partien, um in etwa sattelfest beim taktischen Verhalten sowie beim Auswerten zu werden.

## Ausgaben und Rezeption
Das Spiel Fantasy Realms wurde von Bruce Glassco entwickelt, der als Professor für Englisch am Piedmont Virginia Community College in Charlottesville in Virginia lehrt und dieses Spiel 2017 beim US-Spieleverlag WizKids  veröffentlichte. 2018 erschienen Versionen auf Tschechisch und Koreanisch, 2019 zudem auf Spanisch, Polnisch, Ungarisch und Französisch. Eine deutschsprachige Version wurde 2020 vom Verlag Strohmann Games veröffentlicht, 2021 folgte noch eine Version auf Chinesisch. 2021 veröffente WizKids die Erweiterung Fantasy Realms: The Cursed Hoard mit zwei neuen Modulen und 47 neuen Karten.
Das Spiel wurde 2021 für das Kennerspiel des Jahres der Jury vom Spiel des Jahres nominiert, wobei die Nominierung dort wie folgt kommentiert wurde:

„„Fantastische Reiche“ garantiert trotz einfacher Regeln ein fesselndes Spielerlebnis mit Tiefgang. Das Hoffen und Bangen auf die passenden Karten verdichtet viel Emotion in kurzer Spieldauer. Am Ende in seinem Reich die punkteträchtigsten Kombinationen vereint zu haben spornt zu immer neuen Partien an. Die hohe Interaktion führt dazu, dass alle Spieler:innen gezwungen sind, ihre Pläne taktisch klug an die sich ständig ändernde Spielsituation anzupassen.“

Wieland Herold ordnete das Spiel in seinem Blog „Mit 80 Spielen durch das Jahr“ in seine höchste Kategorie „gerne morgen wieder“ ein und schrieb:

„Der Sog, der von der Suche nach idealen Kombis ausgeht, ist beachtlich. Ich habe lange kein Spiel erlebt, dass von allen Beteiligten immer wieder nachgefragt wurde. Ohne mindestens eine Wiederholungsrunde laufen die FANTASTISCHEn REICHE nicht ab. Die Corona-Restriktionen spielen Glasscos Idee auch ganz gut in die Karten, denn am besten funktioniert es nach meiner Meinung in kleinen Runden zu zweit und zu dritt.“

2021 erschien die Erweiterung Fantastische Reiche: Der verfluchte Schatz mit 47 neuen Karten, die zu zwei Modulen gehören. Diese können sowohl einzeln wie auch zusammen mit dem Grundspiel kombiniert werden.

## Belege
1. 1 2 3 4  Spielanleitung Fantastische Reiche, Strohmann Games 2020.
2. ↑  Fantastische Reiche – Spielkritik auf brettspielblog.ch vom 25. Mai 2021, abgerufen am 3. Juni 2021.
3. ↑  Versionen von Fantastische Reiche in der Spieledatenbank BoardGameGeek (englisch); abgerufen am 23. Mai 2021.
4. ↑  Realms: The Cursed Hoard in der Spieledatenbank BoardGameGeek (englisch); abgerufen am 23. Mai 2021.
5. ↑  Fantastische Reiche auf der Webseite des Spiel des Jahres e.V.; abgerufen am 23. Mai 2021.
6. ↑  Wieland Herold: Fantastische Reiche, Rezension in „Mit 80 Spielen durch das Jahr“, 16. November 2020; abgerufen am 23. Mai 2021.
7. ↑  Fantastische Reiche: Der verfluchte Schatz (Fantasy Realms: The Cursed Hoard) in der Spieledatenbank BoardGameGeek (englisch); abgerufen am 25. Juni 2022.